# 1983 no Brasil
Esta é uma cronologia dos fatos acontecimentos de ano 1983 no Brasil.

## Incumbentes
- Presidente do Brasil - João Figueiredo (15 de março de 1979 - 15 de março de 1985)
- Vice-presidente do Brasil - Aureliano Chaves (15 de março de 1979 - 15 de março de 1985)

## Eventos
- 18 de fevereiro: O governo federal decreta uma maxidesvalorização do cruzeiro, a unidade monetária brasileira.[1]
- 15 de março: Tomam posse os primeiros 22 governadores eleitos diretamente após golpe militar de 1964.[2]
- 2 de abril: Após um coma de 28 dias, morre, no Rio de Janeiro, a cantora Clara Nunes, uma das mais famosas do Brasil na época.[3]
- 28 de agosto: A criação da Central Única dos Trabalhadores (CUT) é aprovada pelo 1° Congresso Nacional da Classe Trabalhadora, realizado em São Bernardo do Campo, Estado de São Paulo.[4]
- 15 de outubro: O piloto Nelson Piquet torna-se o bicampeão mundial de Fórmula 1, vencendo na última corrida do Grande Prêmio da África do Sul, em Kyalami.[5]
- 24 de outubro: O chefe mafioso italiano Tommaso Buscetta, considerado um dos maiores traficantes de drogas do mundo, é preso pela Polícia Federal, em São Paulo.[6]
- 20 de dezembro: A Taça Jules Rimet, conquistada pela Seleção Brasileira de Futebol na Copa do Mundo FIFA de 1970, é roubada da sede da Confederação Brasileira de Futebol por três ladrões, no centro do Rio de Janeiro.[7]

## Nascimentos
- 2 de janeiro: Jefferson, futebolista.
- 5 de janeiro: Marcelo Nicácio, futebolista.
- 14 de janeiro: Alan Bahia, futebolista.
- 15 de janeiro: Edinho, futebolista.
- 31 de agosto:
  - Fernanda Nobre, atriz.
  - Maria Flor, atriz.
  - Théo Lopes, jogador de vôlei
- 31 de dezembro: Jaqueline Carvalho, jogadora de vôlei.

## Mortes
- 20 de janeiro: Garrincha, jogador de futebol (n. 18 de outubro de 1933).
- 2 de abril: Clara Nunes, cantora (n. 12 de agosto de 1943).[3]
- 28 de outubro: Romeu Italo Ripoli, político e dirigente esportivo (n. 21 de novembro de 1916).
- 16 de novembro: Janete Clair, novelista.